# Allegra (famiglia)
Gli Allegra o Gallegra (nei documenti più antichi Galegra) sono una famiglia nobile siciliana che si vuole d’origine normanna.

## Storia
La famiglia giunse in Sicilia al seguito dei normanni e si stabilì a Polizzi Generosa da dove si diramò a Mistretta, Caccamo, Termini Imerese e, successivamente, Palermo. Nel corso dei secoli, vari membri del casato si distinsero per il loro ruolo attivo in ambiti pubblici, religiosi e militari, contribuendo in modo significativo alla storia e alla vita sociale delle comunità in cui vissero.    
A Polizzi Generosa visse Ruggero, proprietario terriero, tra XIII e XIV secolo; Giovanni, cavaliere citato nel privilegio concesso dal re Alfonso d'Aragona il 6 ottobre 1442, documento relativo al riscatto di Polizzi dal feudatario Raimondo Cabrera, evento che portò al ritorno della città sotto il controllo del demanio regio. Un altro Giovanni fu giudice civile nel 1432 e giurato tra il 1440 e il 1457. Antonio, figlio di Giovanni, si distinse come bajulo nel 1449 e giudice tra il 1458 e il 1481 e fu inoltre procuratore del Monastero di Santa Margherita nel 1456 e procuratore della Commenda dell’Ordine Gerosolimitano di Malta nel 1459. Il Venerabile Sacerdote Francesco fu Vicario foraneo tra il 1497 e il 1521 e ricoprì anche la carica di Priore della chiesa di S. Pietro fuori le mura. Donna Faustina fu badessa del convento di S. Maria delle Grazie, morì nel 1533. Giovan Pietro fu giurato tra il 1550 e il 1583 e giudice capitanale nel 1551. Il magnifico Giovan Vito, notaio, contribuì alla costruzione della chiesa di Santa Maria dell’Itria, oggi non più esistente.Giovan Giorgio, figlio di Giovan Vito, acatapano nel 1603 e giurato in diverse annate, si distinse nel 1632 per aver curato, insieme agli altri giurati, la pubblicazione degli atti del processo di beatificazione di San Gandolfo da Binasco, patrono della città di Polizzi. Francesco, figlio di Giovan Giorgio, fu giurato nel 1640. Giovan Giacomo, figlio di Giovan Vito, notaio, fu giurato tra il 1641 e il 1642 e capitano nel 1644. Don Vincenzo, figlio di Giovan Giacomo, fu notaio e giurato tra il 1653 e il 1657. Giacomo fu giurato tra il 1621 e il 1644 e capitano negli anni 1636 e 1645. Il Sacerdote Don Leonardo, dottore in sacra teologia, fu procuratore del convento di S. Margherita nel 1652. Donna Domenica e Donna Vincenza, ricoprirono la carica di badessa del convento di S. Maria delle Grazie rispettivamente nel 1699 e nel 1747. Il Padre Rosario (1754 – 1823) fu priore del convento di San Domenico nel 1782. Don Melchiorre fu capitano di giustizia nel 1798. Don Vincenzo fu delegato di pubblica sicurezza nel 1865.  
A Mistretta la famiglia si distinse per il ruolo attivo nella vita pubblica, civile e religiosa della comunità. Tra i membri più significativi vi fu Paolo, notaio nel 1559; Giovanni Angelo, notaio attivo dal 1626 al 1658; Agostino, notaio attivo dal 1723 al 1762. Un altro esponente di rilievo fu Michele, capitano di giustizia nel 1707 e giurato tra il 1723 e il 1750, il quale ottenne il titolo di barone di San Giuseppe. Giuseppe fu proconservatore nel 1741; un altro Giuseppe fu capitano di giustizia negli anni 1756-57; Pietro fu proconservatore negli anni compresi tra il 1758 e il 1774; Raimondo fu giurato nel 1750. La famiglia contava anche figure religiose: Don Giuseppe, Don Francesco e Don Gaspare, sacerdoti secolari, attivi durante il XVIII secolo; gli abati Don Gianbattista e Don Benedetto; il canonico Don Alessandro (1770 – 1833). Donna Anna, figlia di Michele, Donna Susanna e Donna Ninfa, furono badesse del monastero benedettino di Santa Maria del Soccorso tra il 1725 e il 1770.   
A Termini Imerese altri membri della famiglia si distinsero per il loro impegno civico e militare. Carlo fu capitano di giustizia negli anni 1740-41, mentre Mariano ricoprì la carica di giurato nel 1771. Sigismondo fu giurato negli anni 1797-98, e Francesco, anch’egli giurato nel 1797, si distinse anche come senatore nel 1811, contribuendo alla vita politica e amministrativa della città.  

## Arma
- D’azzurro, alla banda scaccata d’oro e di verde, di due file;

alias
- D’azzurro, troncato con un filetto di nero; sopra: alla torre d’oro, aperta e finestrata di nero a cinque merli; sotto: alla banda scaccata di due file d’oro e di verde, accompagnata in capo da tre bisanti d’oro, 2 e 1.